# Белова, Ольга Николаевна
О́льга Никола́евна Бело́ва (род. 19 июля 1976 года, Москва, РСФСР, СССР) — российская телеведущая и тележурналистка, ведущая итоговой информационной программы «Главное с Ольгой Беловой» на телеканале «Звезда» с 7 апреля 2019 года.
Член Союза журналистов России, член президиума Всероссийского общественного движения «Матери России». Наибольшую известность среди зрителей получила как ведущая информационной программы «Сегодня» (2000—2015) и общественно-политического ток-шоу «Место встречи» (2016—2018) на канале НТВ. За распространение пропаганды находится под санкциями всех стран Евросоюза.

## Биография
Ольга Белова родилась 19 июля 1976 года в Москве.
До прихода на телевидение два года работала помощницей юриста в агентстве по защите авторских прав. В 1997 году окончила курсы повышения квалификации работников телевидения и радиовещания. Изучала мастерство эфирной речи у педагога Беллы Дмитриевны Гаймаковой.
В 1999 году окончила факультет правоведения Московской государственной юридической академии.
В 2015 году с красным дипломом окончила магистратуру РАНХиГС и защитила магистерскую диссертацию на кафедре «Национальная безопасность и государственное управление» факультета национальной безопасности этого же вуза. Опубликовала монографию «Информационное телевизионное вещание как фактор обеспечения национальной безопасности Российской Федерации» (2015).
Заведующая кафедрой теле-, кино- и фотоискусств Московского государственного института культуры (МГИК) (2021).

## Телевидение
Работает на телевидении с 1997 года. Работала корреспондентом программы «Вы — очевидец» с Иваном Усачёвым на телеканале ТВ-6. С 1997 по 2000 год работала корреспондентом информационной службы «Прометей АСТ».
В марте 2000 года перешла работать на телеканал НТВ. С марта 2000 по апрель 2001 года являлась одной из постоянных ведущих утренних выпусков информационной программы «Сегодня». Некоторое время параллельно работала ведущей информационной программы «Сегодня в столице» (производитель — телекомпания НТВ, канал-вещатель — ТНТ).
В апреле 2001 года осталась на телеканале и согласилась работать в команде нового НТВ под руководством Бориса Йордана; являлась ведущей первого выпуска программы «Сегодня» «нового» НТВ, вышедшего в прямой эфир 14 апреля 2001 года в 10:00, после смены руководства телеканала. Далее вела специальные выпуски «Сегодня», посвящённые терактам 11 сентября 2001 года, «Норд-Осту», Революции роз и Оранжевой революции.
С апреля 2001 по июль 2004 года, а также с августа по декабрь 2005 года представляла дневные выпуски программы «Сегодня» на НТВ. С июля 2004 по август 2005 года — ведущая выпусков программы «Сегодня» в 19:00 поочерёдно с Михаилом Осокиным, сменила на этом месте Татьяну Миткову.
С начала января 2006 по 8 августа 2015 года являлась постоянной ведущей выпусков программы «Сегодня» в 19:00, сменив на этом месте Юлию Панкратову. В разное время в паре с ней программу представляли Антон Хреков (2006), Александр Яковенко (2006—2014), Алексей Пивоваров (2006, временно) и Игорь Полетаев (2014—2015).
С июня 2007 по октябрь 2011 года также являлась ведущей второго вечернего выпуска «Сегодня 22:45» (позже — 22:40, 23:00, 23:15), с ноября 2011 по август 2014 года вела выпуски программы «Сегодня. Итоги».
С сентября по декабрь 2015 года была ведущей субботнего ток-шоу «50 оттенков. Белова» на НТВ (создатель и продюсер шоу — Вадим Такменёв).
С 29 февраля 2016 по 30 марта 2018 года являлась ведущей общественно-политического ток-шоу «Место встречи» в паре с Андреем Норкиным.
С апреля 2016 года по настоящее время работает на прямых трансляциях схождения благодатного огня из Иерусалима. Ранее, в апреле 2006 и 2008 года также выступала в качестве корреспондента НТВ, передавая информацию со схождения в рамках следующего за прямой трансляцией выпуска программы «Сегодня».
Автор документального фильма «Красная Пасха» (в соавторстве с Алексеем Пивоваровым), который был показан на НТВ 1 мая 2016 года.
Исполнительница роли императрицы Екатерины Великой в художественном фильме Василия Ливанова «Медный всадник России», съёмочный период которого прошёл в 2017 году.
С 14 мая по 20 сентября 2018 года являлась ведущей общественно-политического ток-шоу «Реакция» на НТВ.
С 7 апреля 2019 года — автор, ведущая и руководитель итоговой информационной программы «Главное с Ольгой Беловой» на телеканале «Звезда».
Автор документального фильма «Сирия: долгий путь к миру» для этого же телеканала.
С 8 апреля 2022 года — соведущая программы «Здравствуйте, товарищи!» на телеканале «Звезда».

## Награды
- Медаль ордена «За заслуги перед Отечеством» II степени (2006) — «за большой вклад в развитие отечественного телерадиовещания»[6][42].
- Благодарность Президента Российской Федерации (23 апреля 2008 года) — «за информационное обеспечение и активную общественную деятельность по развитию гражданского общества в Российской Федерации»[43].
- Медаль ордена «За заслуги перед Отечеством» I степени (2018).
- Медаль Министерства обороны Республики Абхазия «За поддержание мира в Абхазии» (2020).

## Санкции
15 января 2023 года, из-за вторжения России на Украину внесена в санкционный список Украины за «распространение кремлёвской пропаганды в поддержку российской политики». Предполагается блокировка активов на территории страны, приостановка выполнения экономических и финансовых обязательств, прекращение культурных обменов и сотрудничества, лишение украинских госнаград.
23 июня 2023 года Белова попала под санкции всех стран Евросоюза за действия, которые подрывают или угрожают территориальной целостности, суверенитету и независимости Украины:

Белова — пропагандист, работающий на телеканале ВС РФ «Звезда». Она является ведущей телеканала «Звезда», в которой регулярно распространяет дезинформацию о агрессивной войне России против Украины, подрывает украинскую территориальную целостность и суверенитет Украины, а также обеспечивает важнейшую медийную поддержку политики Кремля. В частности, она распространяет дезинформацию о том, что украинцы являются нацистами, которые готовят биологические и химические бомбы против россиян. Она также является членом руководящего совета организации «Матери России», которая поддерживает агрессию против Украины.— «Официальный журнал Европейского союза», Брюссель, 23 июня 2023 года

## Семья
- Дед — Виктор Павлович Васин, с 1933 года кадровый военный, участник Великой Отечественной войны, участник обороны Москвы и боев за Будапешт и Вену, с 1943 года офицер СМЕРШа[47].
- Муж — Олег Олегович Лакоба, помощник Министра обороны Республики Абхазия. Исполнительный директор Фонда «Международный культурно-деловой центр Республики Абхазия».
  - Дочери — Серафима и Александра[6][48].